# 케라토사우루스
케라토사우루스(Ceratosaurs)는 "뿔난 도마뱀"이라는 뜻을 가진 대형 육식공룡이다. 코에 난 뿔로 인해 이런 이름이 붙었다. 쥐라기 후기에 존재했었으며, 화석은 북아메리카의 모리슨 층이나 남아메리카 우루과이, 아프리카 탄자니아, 유럽의 포르투갈, 스위스에서 발견된다. 큰 턱과 칼 같은 이빨, 코 위의 큰 뿔을 가진 모습으로 묘사된다. 앞다리는 강력했지만 매우 짧았다. 크기는 몸길이 6m에 몸무게 1t이다. 가장 주요한 먹이는 캄프토사우루스로 알로사우루스, 토르보사우루스 등의 대형 육식공룡들과 경쟁하였다.

## 묘사
케라토사우루스는 대형 수각류 공룡의 전형적인 신체 구조를 따랐다. 이족보행을 하면서 강력한 다리로 움직였고 팔의 크기는 줄어들었다. 케라토사우루스의 골격이자 완모식표본인 USNM 4735 표본은 별도의 출처에 따르면 길이 5.3m 또는 5.69m의 개별 개체였다. 이 동물이 완전히 자랐는지 여부는 불분명하다. 1884년 오스니얼 찰스 마시는 이 표본의 무게가 현대 알로사우루스보다 약 절반 정도 무겁다고 제안했다. 최근 기록에 따르면 이 표본의 무게는 418kg, 524kg, 또는 670kg으로 수정되었다. 20세기 후반에 추가로 발견된 세 개의 골격은 훨씬 더 컸다.

## 고생물학

### 생태 및 먹이
모리슨층과 로리나층 내에서 케라토사우루스 화석은 대형 수각류인 토르보사우루스와 알로사우루스를 포함한 다른 대형 수각류의 화석과 자주 연관되어 발견된다. 콜로라도주의 가든 파크 지역에는 케라토사우루스 외에도 알로사우루스의 것으로 추정되는 화석이 포함되어 있다. 콜로라도주의 드라이 메사 채석장과 유타의 클리블랜드-로이드 채석장, 공룡 국립 기념물에는 각각 최소 세 개의 대형 수각류인 케라토사우루스, 알로사우루스, 토르보사우루스의 유해가 남아 있다. 마찬가지로, 코모 블러프와 와이오밍주의 인근 지역에는 케라토사우루스, 알로사우루스, 그리고 적어도 하나의 대형 수각류의 유해가 포함되어 있다. 케라토사우루스는 희귀한 수각류 동물군으로, 이들이 공존하는 지역에서 알로사우루스에 비해 평균 7.5 대 1의 비율로 수적으로 뒤처져 있다.
여러 연구에서 이러한 교감신경계 종들이 어떻게 직접적인 경쟁을 줄일 수 있었는지 설명하려고 시도했다. 1998년 도널드 헨더슨은 케라토사우루스가 두 개의 별개의 잠재적 종인 알로사우루스와 함께 발생했다고 주장했는데, 그는 이를 짧은 주둥이, 높고 넓은 두개골, 짧고 뒤로 돌출된 치아를 가진 형태의 "모프"라고 표현했다. 일반적으로 교감신경계 종들 간의 형태, 생리학, 행동 면에서 유사성이 클수록 이 종들 간의 경쟁은 더욱 치열해질 것이다. 헨더슨은 짧은 주둥이를 가진 알로사우루스의 형태가 긴 주둥이를 가진 형태와 케라토사우루스의 형태와는 다른 생태적 틈새를 차지한다는 결론에 도달했다. 이 형태의 두개골이 짧으면 물어뜯는 동안 발생하는 굽힘 순간이 줄어들어 고양이에서 볼 수 있는 상태와 비슷한 물림력이 증가했을 것이다. 하지만 케0라토사우루스와 다른 알로사우루스 형태는 개에 비해 긴 주둥이 두개골을 가지고 있었다. 긴 이빨은 빠르고 날카로운 물림을 전달하기 위해 송곳니로 사용되었을 것이며, 두개골이 좁기 때문에 물림력이 더 작은 영역에 집중되었을 것이다. 헨더슨에 따르면 케라토사우루스와 긴 주둥이 알로사우루스 형태 사이의 두개골 모양이 매우 유사하다는 것은 이러한 형태가 서로 직접적인 경쟁을 벌이고 있음을 나타낸다. 따라서 케라토사우루스는 긴 주둥이 형태가 지배하는 서식지에서 밀려났을 수 있다. 실제로 케라토사우루스는 긴 주둥이 알로사우루스 형태를 포함하는 클리블랜드-로이드 채석장에서는 매우 드물지만, 짧은 주둥이 형태와 함께 발생하는 가든 파크와 드라이 메사 채석장 모두에서 더 흔한 것으로 보인다.
헨더슨은 또한 케라토사우루스가 다른 먹이를 선호함으로써 경쟁을 피할 수 있었을 것이라고 제안했다. 케라토사우루스의 극도로 길어진 이빨은 긴 주둥이를 가진 알로사우루스의 형태와의 경쟁 결과일 수 있다. 두 종은 또한 사체를 처치할 때 서로 다른 부분을 선호했을 가능성이 있다. 케라토사우루스의 길어진 이빨은 같은 종의 다른 개체를 인식하거나 다른 사회적 기능을 촉진하는 시각적 신호로 작용했을 수 있다. 또한, 이들 대형 수각류의 크기는 경쟁을 감소시켰을 가능성이 있으며, 크기가 커질수록 먹이의 종류가 증가한다.

## 같이 보기
- 대한민국의 만화 《아기공룡 둘리》의 주인공 둘리는 케라토사우루스가 모델이다.
- 덴티술카투스 종(C.dentisulcatus)의 경우는 검치호와 유사한 칼 모양의 이빨을 지닌다.